# Julie Reardon
Julie Frances Reardon (ur. 6 czerwca 1958) – australijska judoczka. Olimpijka z Seulu 1988, gdzie zajęła trzecie miejsce w turnieju pokazowym. Walczyła w wadze ekstralekkiej.
Brązowa medalistka mistrzostw świata w 1984, siódma w 1986; uczestniczka zawodów w 1982, 1987 i 1991. Brązowa medalistka igrzysk Wspólnoty Narodów w 1990. Mistrzyni Australii w latach 1982 - 1992.

## Letnie Igrzyska Olimpijskie 1988
| Konkurencja | Eliminacje          | Finały                   | Finały              | Klas. końcowa |
| Konkurencja | Przeciwnik I        | Przeciwnik I             | Przeciwnik II       | Miejsce       |
| ----------- | ------------------- | ------------------------ | ------------------- | ------------- |
| 48 kg       | Li Zhongyun (CHN) P | Monica Angelucci (BRA) Z | Cho Min-sun (KOR) Z | 3.            |